# Докучаев, Яков Порфирьевич
Докуча́ев Я́ков Порфи́рьевич (25 ноября 1920 года — 18 ноября 2017 года) — советский физик и радиохимик. Участник испытания первой советской атомной бомбы 29 августа 1949 года на Семипалатинском полигоне. Доктор технических наук, профессор кафедры общей и экспериментальной физики Ярославского университета. Входит в список «100 выдающихся ярославцев».

## Биография
Докучаев Яков Порфирьевич, родился 25 ноября 1920 года в селе Пресновка, Казахская ССР. Родители — выходцы из донских казаков (сибирское линейное казачество — см. также "Пресновская крепость").  
Поступил в КГУ имени В. И. Ульянова-Ленина в 1938 году на химический факультет. В 1941 году призван на фронт. Воевал в 3-й ударной армии (Калининский и Северо-Западный фронты, г. Великие Луки), командир танка Т-34, лейтенант. После контузии служил инструктором в танковой школе (г. Чугуев). В октябре 1945 года, после демобилизации, Яков Порфирьевич вернулся на 4-й курс в Казанский университет, но уже через месяц был переведён в Ленинградский университет в специальную группу студентов - радиохимиков. В июне 1947 года окончил спецгруппу Ленинградского университета по специальности радиохимия. Выполнил дипломную работу и прошёл специальный практикум по радиометрическим методам измерения интенсивности и энергии α-, β-, γ-излучений под руководством профессора Константина Антоновича Петржака. В августе 1947 года распределён на радиохимический завод комбината «Маяк» (Челябинск-40) в Центральную заводскую лабораторию, где проработал до конца 1971 года. В периоды с 1949 по 1954 и с 1955 по 1960 занимал должность начальника лаборатории.  Руководил (с 1963 по 1971 года) группой радиометрических методов контроля технологического процесса производства оружейного плутония-239. Занимался определением удельной α-активности и периода полураспада урана и плутония. Принимал участие в ликвидации последствий Кыштымской аварии 29 сентября 1957 года.
Яков Порфирьевич — участник испытания первой советской атомной бомбы 29 августа 1949 года на Семипалатинском полигоне. Был единственным представителем от комбината № 817 на испытаниях. В его задачу входило измерение α-активности препаратов, взятых из центра ядерного взрыва. Во время испытания находился на наблюдательном пункте НП-2.
В январе 1950 года за участие в первом испытании атомного оружия Я. П. Докучаев был удостоен ордена Ленина, который ему вручил И. В. Курчатов на торжественном собрании коллектива комбината «Маяк» в марте того же года.
Кандидатскую диссертацию на соискание учёной степени кандидата химических наук защитил в ГЕОХИ АН СССР в 1957 году. 5 июня 1970 года на химкомбинате «Маяк» защитил докторскую диссертацию по секретным техническим разработкам при производстве оружейного плутония-239.
С 1972 по 1978 гг. заведовал кафедрой общей и теоретической физики в Чувашском университете. В 1978 году возглавил кафедру общей и экспериментальной физики физического факультета Ярославского университета. Вёл учебные занятия по курсам: основы атомной и ядерной физики (3 курс), история физики (2 курс) и астрофизика (3 курс). В Ярославском университете проработал до 2007 года. Написал более ста научных работ, в том числе в области астрофизики. Является автором учебника по атомной физике для ВУЗов.

## Награды
Награждён орденом Ленина (03.01.1950), премирован постановлением СМ СССР (1953), орденом Отечественной войны II степени (06.04.1985), медалями, нагрудным знаком «Ветеран 3-й ударной армии», почётными грамотами и благодарностями.

## Статьи
- Я. П. Докучаев. «От плутония к плутониевой бомбе: из воспоминаний участника событий» // История советского атомного проекта. Выпуск 1.  Издательство «Янус-К», Москва : сборник. — 1998. — 30 августа. — С. 392 (279—311). — ISSN 5-8037-0006-1.
- Я. П. Докучаев. «Испытание первой советской атомной бомбы (Pu-239)» // История советского атомного проекта (40-е — 50-е годы)  Дубна : сборник. — 1999. — С. 527 (300—312).
- Я. П. Докучаев, В. Д. Кукушкин. «Мощность взрыва первой советской плутониевой бомбы» // История науки и техники : журнал. — 2002. — № 11. — С. 35-40.